# Captura de pantalla

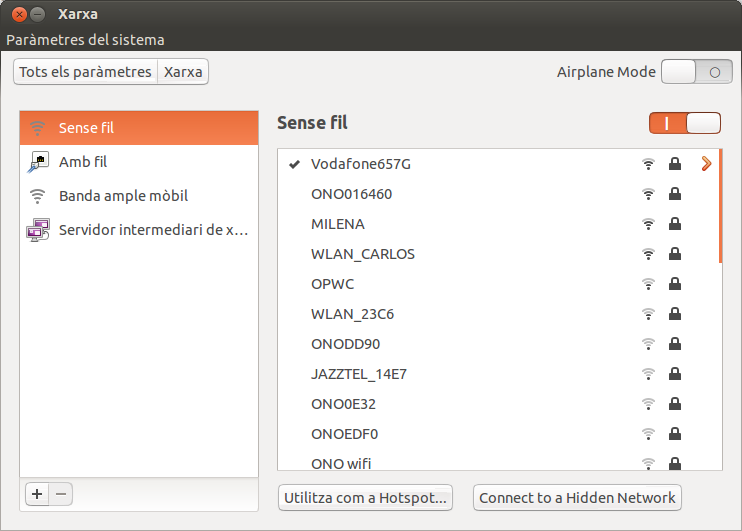
Captura de pantalla del sistema operatiu Ubuntu.

Una captura de pantalla és una foto presa per una computadora o un telèfon intel·ligent per capturar els elements vists en la pantalla del monitor o un altre dispositiu de sortida visual. Generalment és una imatge digital presa pel sistema operatiu o aplicacions sent executades en la computadora o telèfon.
Les captures de pantalla se solen usar per il·lustrar i explicar un programa, un problema particular que un usuari pugui tenir o de manera més general, quan la sortida de la pantalla s'ha de mostrar a uns altres o ser arxivada.
La manera més habitual de realitzar una captura de pantalla en computadora és prement la tecla Imprimir Pantalla (de vegades denominada Print Screen, Impr Pant, Imp Pant, ImpPnt o SysRq PrtScn) situada en la part superior dreta del teclat. Depenent del sistema operatiu o entorn d'escriptori, el procés de la captura pot variar.

## Linux
- En sistemes amb entorn KDE o GNOME, una petita finestra ens convida a establir un nom i un destí per desar la imatge.
- A Android, a partir de la versions 3.0 Honeycomb (Sistema Operatiu per tauletes) és possible realitzar la captura de pantalla seleccionant l'opció en la barra inferior, ja que des de la versió 4.0 Ice Cream Sandwich es realitza prement els botons "baixar volum" i "encès" a la vegada durant un parell de segons (pot variar segons els dispositiu i/o marca).

## Mac
- En els sistemes Mac OS, prement les tecles ⌘ Cmd + ⇧ Maj + 3, s'obté una captura de pantalla que es guarda en l'escriptori.
- Amb ⌘ Cmd + Optn + 3 es desa en el porta-retalls i es pot enganxar posteriorment a un document.
- Les mateixes combinacions amb la tecla 4 (en comptes de 3) en comptes de guardar tota la pantalla, permet seleccionar amb el ratolí la part que interessi.

## Windows
- A sistemes Microsoft Windows la imatge es desa al porta-retalls. Per tant, per tal d'obtenir la captura serà necessari enganxar el contingut dels porta-retalls (a un processador de textos o bé d'altres programes d'ofimàtica) o emprar un editor d'imatges (com Microsoft Paint) per tal de modificar-lo i guardar-lo. D'aquesta manera posteriorment pot ser tractat com un arxiu independent. Si a més de polsar la tecla Impr Pant es polsa la tecla Alt s'obté una captura de la finestra que es troba activa en aquell moment en comptes de la pantalla sencera.

- A Windows 7 és possible fer captures de pantalla mitjançant el programa "Retalls", que està instal·lat per defecte. Windows 7 disposa també de l'aplicació "Gravació d'accions de l'usuari" (psr)
- Windows 8 millora la funció de captura, polsant les tecles ⊞ Win + Impr Pant s'obté una captura que es desa automàticament, creant una carpeta anomenada "Screenshots" a la carpeta "Imatges". Les captures adoptaran el nom "Captura de pantalla", amb una numeració consecutiva "(#)" i un format ".png" predeterminats, resultant com el nom de "Captura de pantalla (#).png".
- Windows 10 i Windows 11 contenen una nova versió del programa retalls anomenat "Eina de retalls" amb el qual es pot accedir amb la combinació ⊞ Win + ⇧ Maj + S. Aquest programa pretén substituir l'altre eina, i que com a diferències té una interfície més moderna i amb la qual permet a l'usuari efectuar diferents estils de retall diferents i desar-los automàticament al porta-retalls.
- A Windows RT, s'ha de mantenir premut el botó "Windows", situat sota la pantalla. Al mateix temps, s'ha de prémer el botó "Baixar Volum" en el lateral esquerre de la tauleta. La pantalla es difumina durant un segon, per tal d'indicar que s'ha realitzat una captura. La imatge es desa a la biblioteca d'Imatges, a una nova carpeta anomenada "Captures de Pantalla".
- Windows Phone 8, es trobi o no bloquejat el mòbil, s'ha de polsar simultàniament els botons ⊞ Win + Power (Power + Vol en cas que la tecla ⊞ Win s'oculti per la pantalla). Les captures es guarden amb la seva mida original a l'aplicació de fotos, dins l'àlbum "Imatges".

## Screencast
Un altre tipus de captures són les que recullen una gran quantitat de captures seguides i registren, però, l'entrada d'àudio, donant com a resultat un arxiu de vídeo com una mena de «pel·lícula» que permet experimentar l'observar la pantalla com si haguéssim estat davant. Això es coneix com a screencast.